# Sándor Konya-Hamar
Sándor Konya-Hamar (ur. 5 września 1948 w Lunca Mureşului w okręgu Alba) – rumuński polityk i publicysta węgierskiego pochodzenia, działacz mniejszości węgierskiej, wieloletni parlamentarzysta krajowy, w 2007 deputowany do Parlamentu Europejskiego.

## Życiorys
Ukończył studia filozoficzne, uzyskał stopień naukowy doktora. Pracował m.in. jako redaktor magazynu literackiego „Korunk”, wydawanego w Klużu-Napoce. Zaangażował się w działalność Demokratycznego Związku Węgrów w Rumunii, został przewodniczącym tego ugrupowania w okręgu Kluż.
W latach 1992–2008 przez cztery kadencje zasiadał w Izbie Deputowanych.
Po przystąpieniu Rumunii do Unii Europejskiej 1 stycznia 2007 objął mandat eurodeputowanego jako przedstawiciel UDMR w delegacji krajowej. Został członkiem grupy chadeckiej oraz Komisji Kultury i Edukacji. Z PE odszedł 9 grudnia 2007, kiedy to w Europarlamencie zasiedli deputowani wybrani w wyborach powszechnych.